# Парадокс деде
Парадокс деде је мисаони експеримент који показује да путовање кроз време није могуће.

Полази се од тезе да је човек одлучио и успео да путује кроз време. При томе он проналази и убија свога деду пре него што је упознао његову баку. То би значило да један од његових родитеља никад није зачет. Међутим, сада можемо закључити да је један тај исти човек сада није у стању да путује кроз време и тражи свога деду, јер није ни могао бити рођен, јер један од његових родитеља није ни зачет. Са друге стране, ако путник није путовао кроз време ради убиства, његов деда је још жив што значи да ће се он ипак родити, затим путовати кроз време и убити деду. Закључак који се намеће јесте да се, уместо да се сумња у могућност рођења путника, доведе у питање могућност путовања кроз време. О овом парадоксу први је говорио француски писац Рене Бержаве у књизи Неопредни путник из 1943. године.
У популарној култури овај парадокс је представљен у осмој епизоди ТВ-серије Надзирачи (2019) када Анџела Ејбар, посредством Доктора Менхетна, даје идеју свом деди у прошлости која ће започети радњу читаве серије.